# Alfa Romeo Grand Prix
Alfa Romeo Grand Prix krajše Alfa Romeo GP je sploh prvi dirkalnik Alfe Romeo, ki je bil v uporabi med sezonama 1914 in 1921, ko je z njim dirkal Giuseppe Campari. Motor ima štiri valje in prostornino 4490 cm³. Izdelan je bil le en tak dirkalnik, bolj mišljen kot prototip, toda z njim so nastopili tudi na nekaj dirkah. Različica iz leta 1914 lahko razvije moč 88 KM pri 2950 rpm, tista iz leta 1921 pa 102 KM pri 3000 rpm, doseže pa hitrost 150 km/h. Moral bi nastopiti na dirki za Veliko nagrado Francije v sezoni 1914, toda iz neznanega razloga ni. Po vodstvu na Veliko nagrado Gentlemen v Brescii je bil Campari zelo blizu zmage, toda po vodstvu v zadnjem delu dirke je odstopil, ker mu je iz hladilnika odtekla voda.  